# 埃尔温·弗朗茨科维亚克
埃尔温·弗朗茨科维亚克（德語：Erwin Franzkowiak，1894年11月29日—1984年3月19日），德国男子曲棍球运动员。他曾代表德国参加1928年夏季奥林匹克运动会曲棍球比赛，获得一枚铜牌。